# ナロキセゴール
ナロキセゴール（英語:Naloxegol）(INN; NKTR-118)は、PEG化（英語版）したナロキソールであり、オピオイドに対するアンタゴニスト（オピオイド拮抗薬）であり、ネクター(Nektar)からライセンスを受けアストラゼネカが開発中の末梢結合選択性を持つ新薬である。オピオイドによる便秘の治療に利用される。商標名はモヴァンティク（Movantik）。